# ビアンカ (衛星)
ビアンカ (Uranus VIII Bianca) は、天王星の第8衛星である。
ビアンカは、1986年1月23日にボイジャー2号が撮影した画像の中から、ボイジャーの画像解析チームによって発見された。発見は同年1月27日に国際天文学連合のサーキュラーで公表され、S/1986 U 9 という仮符号が与えられた。その後1988年6月8日に、ウィリアム・シェイクスピアの戯曲『じゃじゃ馬ならし』の登場人物の名前に因んで命名された。また、Uranus VIII という確定番号が与えられた。
ボイジャー2号が撮影した画像の中では、ビアンカは長軸を天王星の方へ向けた細長い物体として写っていた。ビアンカの長軸と短軸の比率は 0.7 ± 0.2 と非常に細長い形状をしていることが分かっている。また、表面は灰色である。
ビアンカは、測光的特徴や軌道要素がよく似たクレシダ、デズデモーナ、ジュリエット、ロザリンド、ポーシャ、キューピッド、ベリンダ、ペルディータとともに、ポーシャ群を形成している。
なお、ビアンカという同名の小惑星も存在するが、名称の由来は異なる。